# Rijksvrijheid

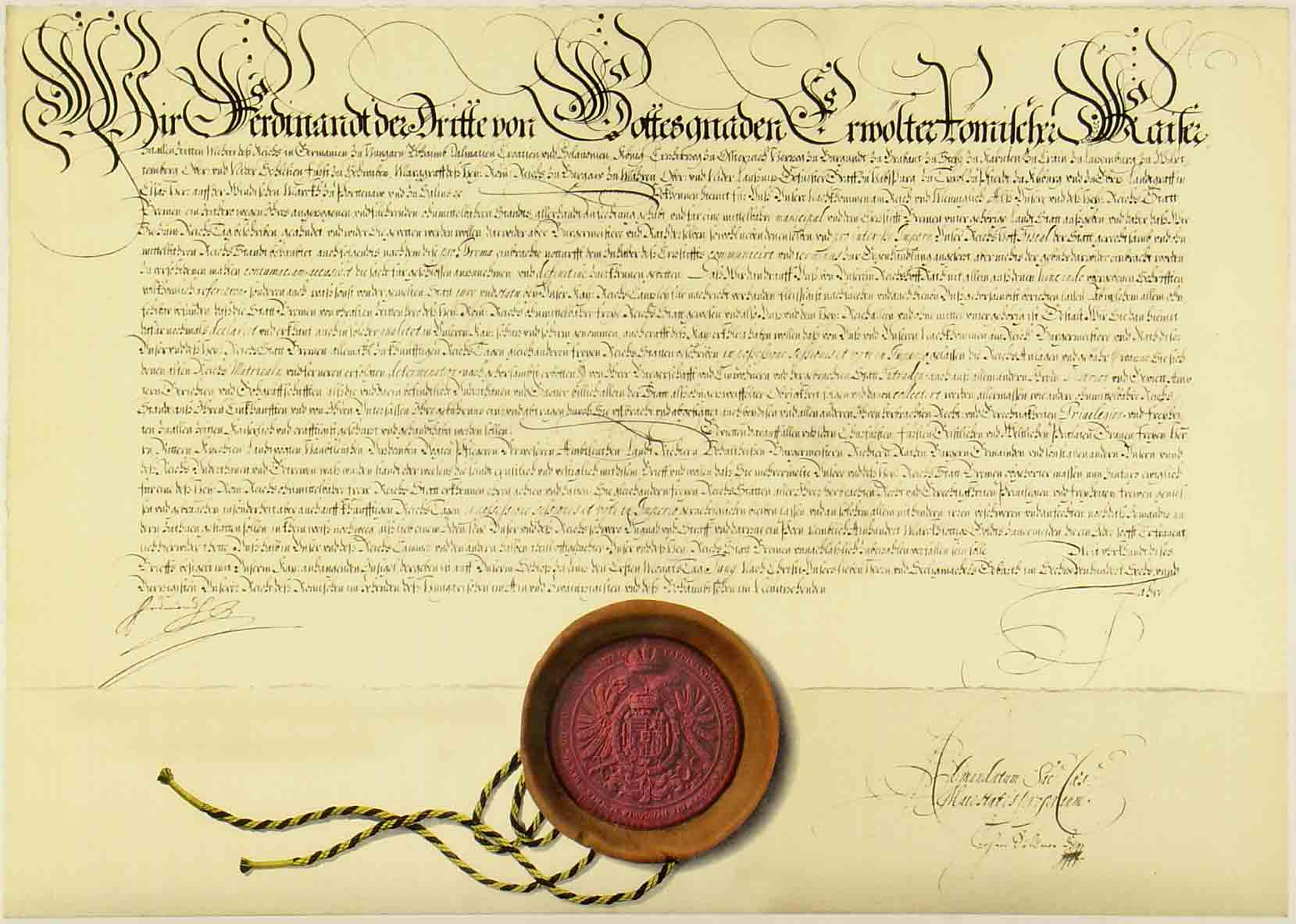
Document waarin de rijksvrijheid van de stad Bremen is vastgelegd

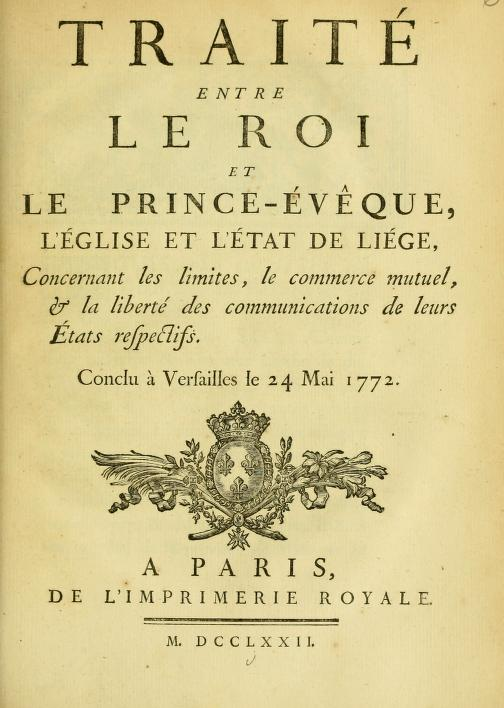
Het Prinsbisdom Luik was rijksvrij en kon daarom zelf verdragen sluiten, zolang die niet ingingen tegen de belangen van de keizer en het rijk

Rijksvrijheid, ook wel rijksonmiddellijkheid genoemd (Duits: Reichsfreiheit of Reichsunmittelbarkeit), was in het Heilige Roomse Rijk de staatsrechtelijke term voor personen, steden, dorpen en landsdelen die niet aan een lokale heer maar onmiddellijk aan het rijk en de keizer verantwoording schuldig waren. Het begrip vrijheid duidt hier niet op vrijheid als burgerlijk grondrecht zoals dat sinds de Franse revolutie in Europa bekend is geworden.
Rijksvrijen of immediaten hadden recht op het innen van belasting en tol en op het spreken van recht. In de praktijk bezaten zij meestal een zeer grote mate van soevereiniteit.

## Soorten rijksvrijheid
Er werden drie soorten rijksvrije (immediate of rijksonmiddellijke) personen en bestuurslichamen erkend:
- Zij die het recht hadden persoonlijk aan de Rijksdag deel te nemen
- Zij die daar door een corporatie werden vertegenwoordigd
- Zij die geen recht hadden op de Rijksdag te verschijnen

Tot de eerste groep behoorden de keurvorsten, vorsten en de rijksvrije bisschoppen. De tweede groep bestond uit de graven en heren, de vrije rijkssteden en de rijksvrije abten. Deze twee groepen vormden samen de rijksstanden.
Daarnaast was er de derde groep, die bestond uit de rijksridders, een reeks kloosters en enige rijksdorpen. De rijksvrije personen onder hen waren de resterende directe vazallen van de keizers, van wie er in de middeleeuwen vele waren. De rijksvrije gebieden kwamen voort uit de laatste overgebleven kroondomeinen, waarvan er reeds in de middeleeuwen veel aan de rijksvorsten verkocht of verpand waren. De rijksvrijheid van veel van deze plaatsen en kloosters was omstreden, daar naburige vorsten ze vaak trachtten in te lijven.

## Geschiedenis
Rijksvrije personen waren de resterende directe vazallen van de keizer, van wie er in de middeleeuwen velen waren. De rijksvrije gebieden kwamen voort uit de laatste overgebleven kroondomeinen, waarvan de keizer reeds in de middeleeuwen veel aan rijksvorsten verkocht of verpand had. Veel rijksgebieden werden door verwantschap of verpanding een leen van andere gebieden, die na verloop van tijd ook soevereiniteit gingen uitvoeren in het gebied (mediatisering). In de 16e eeuw gingen er zo talrijke kleine rijksgebieden (rijksheerlijkheden, rijksdorpen) op in grotere gewesten.
Het was ook moeilijk het rijksvrije karakter te bewijzen. Als bewijs voor de rijksstatus (Reichsstandschaft) werd doorgaans de Reichsmatrikel gezien, maar deze was eigenlijk onbetrouwbaar. Zo werden er meermaals gebieden in vermeld die niet (meer) rijksgebied waren; rijksgebieden die niet langer rijksbelastingen betaalden verdwenen van de matrikel. Het meest doorslaggevende bewijs zijn daarentegen documenten waarin de koning of keizer persoonlijk de rechten verleende of bevestigde. De vaagheid was soms het resultaat van een bewuste strategie: door enerzijds te beweren rijksvrij te zijn ontsnapte men aan de plichten van een leenheer; door anderzijds te beweren niét rijksvrij te zijn ontsnapte men ook aan de keizerlijke plichten. Pas na ca. 1650 werden de rijksgebieden duidelijk gedefinieerd.
Toch werden de geïntegreerde rijksgebieden dan niet noodzakelijk teruggebracht tot louter deel van het andere gebied. Velen behielden hun heerlijke rechten en werden dus zo een heerlijkheid binnen dat gebied. Anderen behielden nog andere vrijheden, zoals de vrijstelling van bepaalde belastingen. Deze heerlijkheden werden "vrijheerlijkheden" genoemd, in de Zuidelijke Nederlanden officieel terres franches.

## Soevereiniteit
De inwoners van rijksgebieden moesten enkel de wetten van het Rijk naleven en belastingen aan de keizer betalen. Ze werden daarom rijksvrij, rijksonmiddellijk (een leenvertaling van het Duitse reichsunmittelbar) of "immediaat" genoemd. De rijksgebieden stonden ook in voor het in stand houden van het keizerlijk leger (de Heeresfolge). Op de Reichsmatrikel stond hoeveel manschappen ze dienden te leveren in tijden van oorlog. Met uitzondering van de rijkssteden en -dorpen hadden ze een heer (in dit geval een rijksvorst), die er in naam van de keizer op moest toezien dat deze plichten werden vervuld. De rijkssteden en -dorpen hadden hiervoor een raad waarin de belangrijkste families zetelden. De rijksvorsten en raden hadden het recht zelf over hun belastingen, tolheffing, rechtspraak, godsdienst en onderwijs te beslissen.
Voor de rechterlijke macht waren uiteraard alleen de rechtbanken bevoegd. De rijksgebieden hadden hun eigen rechtbanken naar keizerlijk recht, al moesten inwoners van kleine rijksgebieden vaak in andere rijksgebieden een proces van hoger beroep aanspannen. Een voorbeeld hiervan waren de verschillende rijksheerlijkheden in het Maasland, waarvan de appelgang plaatsvond in de vrije rijksstad Aken.
De rijksvrijheid had overigens geen betrekking op de leenrechten. Een rijksgebied kon een leen worden van een landsheerlijkheid, maar dit betekende enkel dat de rijksvorst hier feodale formaliteiten moest uitvoeren, zoals het verheffen van de leengoederen wanneer er een opvolger aangesteld diende te worden. De nieuwe leenman had dus niet het recht zelf daden van soevereiniteit uit te voeren in het rijksgebied, zoals wetten opstellen of belastingen heffen. Het betekende ook dat hij hier geen orde mocht handhaven, al kon hij dit wel doen als de keizer hem het rijksgebied in bescherming had gegeven door een beschermbrief uit te vaardigen. Zo plaatste keizer Karel VI in de 18e eeuw de laatste rijksgebieden in de Zuidelijke Nederlanden onder bescherming van de omringende Oostenrijkse gewesten.

## Vertegenwoordiging
Buiten hun grote zelfstandigheid werd voor het merendeel van de rijksgebieden ook inspraak op de Rijksdag gegarandeerd. Naargelang hoedanigheid van vertegenwoordiging konden de rijksgebieden worden ingedeeld in drie groepen (zie tabel). De eerste twee groepen, de zogenaamde rijksstanden, mochten persoonlijk deelnemen of werden vertegenwoordigd door een corporatie, de derde en minder talrijke groep had geen recht te verschijnen op de Rijksdag.
| soort rijksgebied             | bestuurd door           | betrokkenheid bij de Rijksdag    |
| ----------------------------- | ----------------------- | -------------------------------- |
| keurvorstendom                | keurvorst               | persoonlijke deelname            |
| (hoog)sticht of prinsbisdom   | prins-bisschop          | persoonlijke deelname            |
| abdijvorstendom               | vorst-abt/vorstin-abdis | persoonlijke deelname            |
| rijksgraafschap               | rijksgraaf              | vertegenwoordigd door corporatie |
| (vrije) rijksheerlijkheid     | baanderheer             | vertegenwoordigd door corporatie |
| vrije rijksstad               | stadsraad               | vertegenwoordigd door corporatie |
| prinsdom                      | prins/prinses           | vertegenwoordigd door corporatie |
| ridderkanton                  | rijksridder             | niet aanwezig                    |
| rijksvrij klooster/rijksabdij | abt/abdis               | niet aanwezig                    |
| rijksdorp                     | dorpsraad               | niet aanwezig                    |

## Soorten rijksvrije gebieden

### Stift
Er is onderscheid tussen een stift, in het Duits ook wel Niederstift en een "hoogstift" of "hoogsticht", in het Duits Hochstift. De gebieden van de stiften met rijksonmiddellijkheid waarover een abt zowel de geestelijke als de wereldlijke macht uitoefende, noemt men een stift of Niederstift. Had de abt een persoonlijke of virilstem op de Rijksdag, dan spreekt men van een abdijvorstendom. Berustte het gezag, zowel geestelijk als wereldlijk, in een stiftsgebied bij een bisschop en had deze een geestelijke vorstenstem op de Rijksdag, dan spreekt men van een prinsbisdom.
Verder waren er abdijen binnen Zwabisch Oostenrijk die niet rijksvrij waren, maar onder de landshoogheid van Oostenrijk een gebied met meerdere dorpen bestuurden.

#### Hoogstift of prinsbisdom
De Nederlanden kenden tijdens het Heilig Roomse Rijk twee prinsbisdommen:
- het Prinsbisdom Luik
- het Sticht Utrecht

#### Abdijvorstendom (Niederstift)
De Nederlanden kenden één rijksabdij,  waarvan de abt een individuele of virilstem op de geestelijke bank van de Rijksdag had:
- abdijvorstendom Stavelot-Malmedy; de prins-abt hiervan was een geestelijk rijksvorst.

Andere abdijvorsten met virilstem waren:
- abdijvorstendom Fulda, vanaf 1220. In 1752 verheven tot prinsbisdom of hoogstift.
- abdijvorstendom Kempten, vanaf de 12de eeuw.
- abdijvorstendom Prüm, vanaf 1222. In 1576 opgegaan in een personele unie met de aartsbisschop van Trier, waarbij de vorstenzetel van de abt verloren ging aan de keurvorst van Trier.
- abdijvorstendom Corvey, vanaf 1220 een abdijvorstendom. In 1792 verheven tot een prinsbisdom.[2]
- abdijvorstendom Murbach, van 1548 tot 1759 een abdijvorstendom.
- proosdij Berchtesgaden, vanaf 1380 abdijvorstendom. In 1559 verheven tot prinsbisdom.

#### Rijnse Rijksprelatencollege[3]
In het Rijnse Rijksprelatencollege hadden 19 abten/abdissen van rijksabdijen zitting. Gezamenlijk bezaten zij één viril- of rijksvorstenstem.
De Nederlanden kenden oorspronkelijk twee rijksabdijen met een prelatuur, waarvan Stavelot-Malmedy de abdijvorstentitel wist te verkrijgen. De enige prelatenabdij was:
- Rijksabdij Thorn. De titel vorstendom is niet terecht, want de abdis behoorde tot de rijksprelaten en niet tot de geestelijke of rijksvorsten.

Enkele andere abdijen met rijksprelatuur in het Rijnse en Zwabische college:
- Abdij Burtscheid[5]
- Stift Essen
- Abdij van Werden
- Abdij van Sankt Emmeram
- Stift Herford

### Rijksheerlijkheid
Een rijksheerlijkheid was een heerlijkheid waarvan de landsheer een baanderheer was. Voorbeelden van rijksheerlijkheden zijn:
- Arcen (1330-1543)
- Gemert (1220-1794)
- Kessenich (tot 1784)
- Wijlre (tot 1794)
- Wittem (tot 1300)

### Rijksdorp
Een rijksdorp (Duits: Reichsdorf) had net zoals een vrije rijksstad enkel een raad bestaande uit de inwoners, maar had daarentegen geen stadsrechten. In de 14e eeuw waren er meer dan 100 rijksdorpen. In de landvoogdij Haguenau bijvoorbeeld lagen oorspronkelijk 50 rijksdorpen; na 1648 werden er 15 teruggebracht tot gewone heerlijkheden. In 1803, bij het einde van het Heilige Roomse Rijk werden ook de laatste rijksdorpen gemediatiseerd in de zogenaamde Reichsdeputationshauptschluss:
- De zogenoemde "vrijen op de Leutkircher Heide": de rijksdorpen Reichenhofen, Herlazhofen en Wuchsenhofen en de rijksstad Leutkirch (tegenwoordig allemaal deel van de gemeente Leutkirch im Allgäu)
- De dorpen in het Taunusgebergte: Sulzbach, Holzhausen (nu Burgholzhausen, deel van Friedrichsdorf) en Soden (nu Bad Soden am Taunus)
- De Neder-Frankische dorpen Gochsheim en Sennfeld
- Het Rijksdal van de Harmersbach